# Platja de la Mallaeta

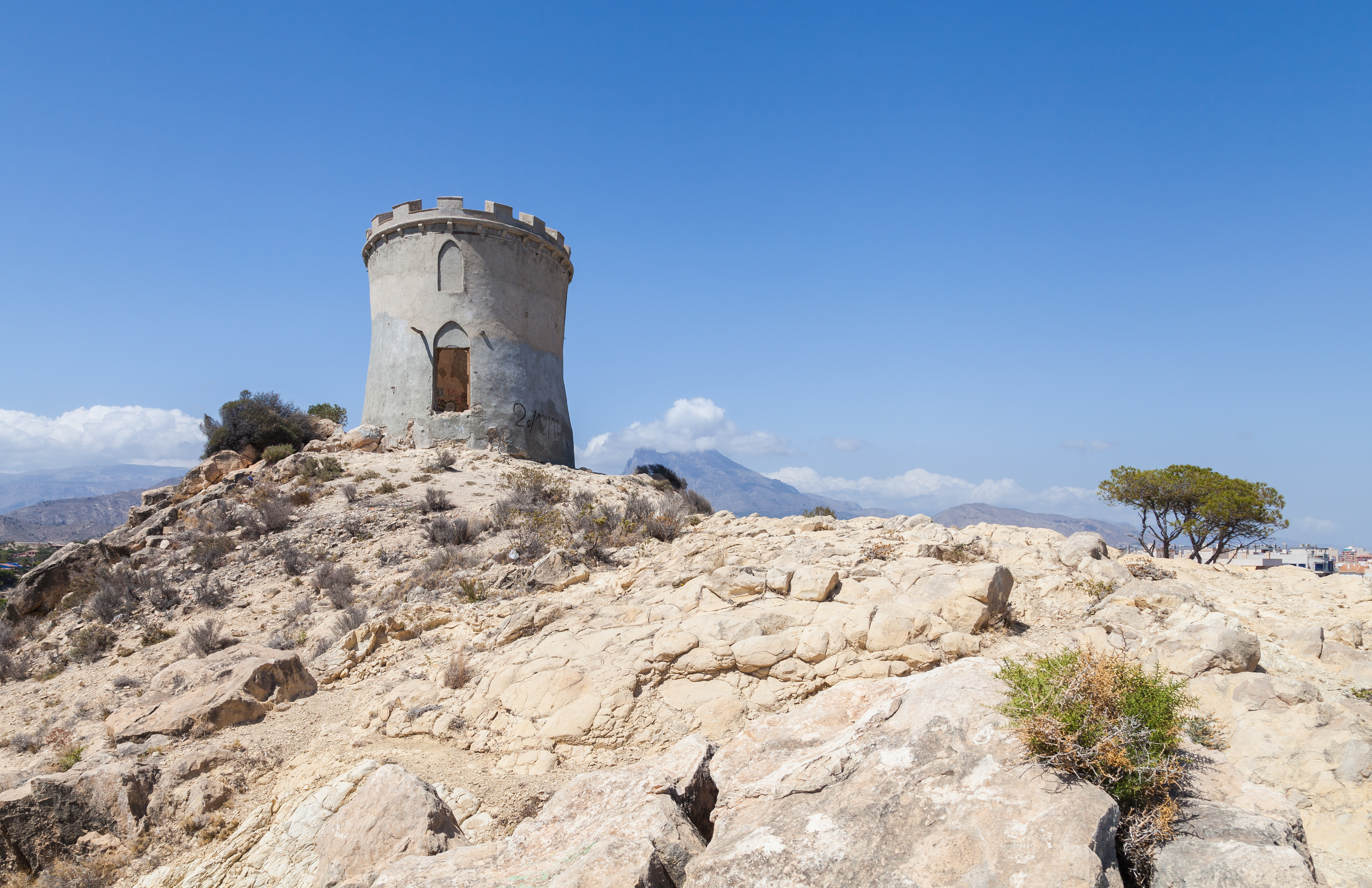
La torre de la Mallaeta.

La platja de la Mallaeta, o platja de les Puntes del Moro, és una platja de la Vila Joiosa que està prop del nucli urbà (300 metres) però per estar sense urbanitzar i dins de parc litoral (zona verda) s'ha mantingut totalment natural, no té cap mena de servei i és de difícil accés. Està formada per còdol mitjans i grans, i de profunditat mitjana. S'ha de tenir especial cura en nedar per ser zona rocosa. Està presidida per una torre construïda a principi de segle XX pel famós cirurgià Dr. Àlvar Esquerdo Esquerdo com a estudi-biblioteca. Al sud-oest limita darrere del penya-segat de la torre amb la platja del Paraís i al nord-est, al darrere d'uns 400 metres de penya-segats amb la platja de la Punta del Moro. Per accedir a platgeta s'ha de baixar un desnivell de 30 metres i amb sendes dificultoses en alguns trams. Fons marins rocosos amb praderes de Posidonia oceanica.